# スターオーシャン6 THE DIVINE FORCE
『スターオーシャン6 THE DIVINE FORCE』（スターオーシャンシックス ザ ディヴァイン フォース、STAR OCEAN THE DIVINE FORCE）は、スクウェア・エニックスより2022年10月27日に発売されたPlayStation 4 / PlayStation 5 / Xbox One / Xbox Series X/S / Steam用ゲームソフト。

## 概要
スターオーシャンシリーズのメインタイトル第6作目。略称は「SO6」。
前作『スターオーシャン5 -Integrity and Faithlessness-』の約50年後である宇宙暦583年を舞台に、惑星アスター4号星に漂着した先進惑星出身のレイモンドと、現地の王女であるレティシアとの出会いから始まる物語を描く。シリーズ25周年記念作品とされている。
2021年10月28日に公開されたプレイステーションの動画番組「State of Play」にて初報が発表された。
今作ではシナリオライターとして、本職の作家である和ヶ原聡司と更伊俊介を招いている。和ヶ原は『スターオーシャン:アナムネシス』に続いての起用である。

## ストーリー
プロローグ
輸送艦イーダスの艦長として宇宙船での貨物輸送任務を請け負っていた青年レイモンドは、航行中に突如として宇宙最大の惑星間組織である銀河連邦の戦闘艦・アストリアに遭遇する。
銀河連邦の勢力範囲外である星系に現れたことへの驚きもつかの間、アストリアはイーダスに向けて砲撃を開始する。為すすべもなく轟沈目前となったイーダスから脱出ポッドで乗員達が避難する中、レイモンドは脱出前に輸送中の積み荷だけでも回収しようとしたが、レイモンドを案じた部下のエレナに強引に脱出ポッドに詰められ射出されてしまう。
一方、レイモンドが脱出ポッドで辿り着いた未開惑星・アスター4号星では、オーシディアス王国とヴァイル帝国の戦争の最中であり、オーシディアス王国の第一王女であるレティシアは従者であるアベラルドと共に、戦況を打開すべくお忍びの旅を行っていた。
序盤
漂着したレイモンドに出会ったレティシア達は先進惑星の技術に戸惑うが、そんな中アスター4号星へ「もう1つの脱出ポッド」が飛来してくる。仲間との再会を願いレティシア達と共に脱出ポッドの元へ向かうレイモンドだったが、そこから発見されたのは、イーダスの積み荷であった謎の機械生命体・DUMAであった。
王女たち一行は、人を癒す力「施療理術」の使い手である少女ニーナや、オーシディアス王国屈指の理術士で天才技術者の老賢人ミダス、別大陸にあるトラッセン族の族長・マルキア、輸送艦イーダスのクルーでアンドロイドのエレナらを仲間に加えて旅を続けていく。
そんな中、一行の行く先々で、先進惑星の圧倒的な科学力を持っているガストン、ベランジェ、ロラら先進惑星人の三人組「ヴィープス」が行く手を遮り、DUMAを強奪しようと戦いを仕掛けてくる。
中盤
そんな中、ヴァイル帝国が王都に攻め入ろうとする事態が発生し、先進惑星による圧倒的な科学力によって王国側は劣勢に立たされる。さらに、信頼していたオーシディアス王国の騎士団参謀長のネヤン、オーシディアス王国の海軍騎士長のテオらの裏切りにより、国王は捕らわれ王国は制圧されてしまう。
ヴァイル帝国に対抗するためレティシアは、帝国の王子ゲラルトとの結婚に合意したと見せかけて帝国へと赴き、時間を稼いだことで反撃に成功する。
その後、ボルドール皇帝が三人組の先進惑星人「ヴィープス」から技術供与を受けていたこと。さらには、帝国民を始めとしたアスター4号星のすべての民を、全身を機械と融合した機械生命体「スコピアム」とすることを計画していたことが判明する。
終盤
レイモンドとレティシア一行は、ボルドールの企みを阻止すべく、銀河連邦戦闘艦アストリアの副長 マリエル・L・ケニーや、機械生命体「スコピアム」の戦士 JJ、そして過ちを悟ったテオらを仲間に加えて、スコピアムのコロニーの一つパラピアム、さらにはレイモンド達の故郷である惑星ベグアルドへと向かう。そこで機械生命体と化したボルドール皇帝、そして総統派スコピアムの頂点として君臨する銀河連邦軍人レミントン・カーツマンを倒し、すべてが解決したかに思われた。
しかしその矢先、アスター4号星のニルベス遺跡付近にスコピアムが出現し、復活したボルドール皇帝が現れ「全人類スコピアム化」を宣言する。倒したボルドールは、電脳融合によって数多ある身体の一つでしかなかったのだ。レイモンド・レティシア一行は再び、ボルドールの企みを防ぐべく戦いへと身を投じる。

## システム

### ダブルヒーローシステム
『スターオーシャン セカンドストーリー』以来となる、男女いずれかの主人公を選択できる「ダブルヒーローシステム」を採用している。選択した主人公により、ストーリー途中のイベントや最終的に仲間となるキャラクターなどが変化する。

### 戦闘
3DCGで描画された平面マップ上でリアルタイムに行われる。前作『スターオーシャン5 -Integrity and Faithlessness-』に続きシームレス方式を採用しており、固有の戦闘画面がなく、フィールドから敵と相対することでそのまま戦闘に突入する。
本作にはシリーズ過去作で見られた「通常攻撃」の概念が無く、操作キャラクターの固有技にあたるバトルスキルのみで戦う。
バトルスキルなどの行動にはAPを消費する。APの最大値は5～15まで戦闘中に変動し、後述のブラインドサイドを成功させるなど、自軍を利する行動に成功すると最大値が上がり、ダメージを受けたりダウンしたりするなどの被害を受けると最大値は下がる。APはしばらく使用しないことで自然回復する。
バトルスキル
各キャラクターの固有技。各ボタンの押下、または長押しに対してそれぞれ1つずつ設定できる。また、押下についてはリンクコンボとして同じボタンの1撃目～3撃目にそれぞれ異なるバトルスキルをセットすることができ、複数回続けて押すことで異なるバトルスキルでの連続攻撃を行うことができる。リンクコンボには、バトルスキル以外にアイテムの使用もセットできる。
ストップモード
画面を一時的に停止して、その間にターゲットの変更や味方への指示、アイテムの使用を行うことができる。
攻撃部位
一部の強敵は攻撃できる部位が複数に分かれており、どの部位を攻撃するかはロックオン機能で切り替えられる。特定の部位のみがダメージの通りが大きい弱点になっているものも存在する。
また、一部の敵は特定の部位に個別の体力が設定されており、その部位に攻撃し続けて部位を破壊すると、攻撃や効果を無効化できる、戦利品が増えるなどの特典が得られる。
部位の体力は全体の体力と共有されており、部位破壊を狙っても本体へのダメージは同じように通る。

### スキル
キャラクターの成長は、キャラクターのレベルアップで蓄積するSPを消費することで行う。スキルにはキャラクターの固有攻撃技であるバトルスキル、任意に発動して補助効果を得るアクティブスキル、自動で発動して同じく補助効果を得るパッシブスキルの3種類が存在し、それぞれ戦闘で効果を発揮する。
SPを消費することで、既に覚えたスキルのレベルアップによる強化が行える。また、キャラクターごとに固有のスキルツリーを持っており、SPを消費してマスを進むことで新たなスキルの習得、及びキャラクターステータスの強化を行うことができる。

### ヴァンガード・アサルト（VA）
主人公達に同行する機械生命体「DUMA」によって与えられる超常的な能力。移動や探索のサポートに加え、戦闘中は行動によって溜まる「VAゲージ」を消費することで特殊な行動を行うことができる。
DUMAの能力は、マップに点在する「晶紋石」を集めることで蓄積されるDPを消費することで強化、新たに獲得することができる。
空中移動
DUMAの力を借りることで、フィールド上を短時間高速で空中移動することができる。地面すれすれを飛んで移動に使う、角度を付けて飛び出して高所に上るなどの使い方がある。飛んだ際に障害物に衝突するかどうかはカーソルの色で確認できる。
フィールドスキャン
フィールド上で使用すると、操作キャラクターの周囲にリングが表示される。周囲に存在する宝箱やギミック等の方向が光り、それらを探すことができる。
ヘイトレーダー
戦闘中に立ち止まることで、敵のいる方向にマーカーが表示され、位置を確認できる。プレイヤーを狙っている敵や、強力な行動を狙っている敵については表示される色が変わる。
VAアタック
敵に向かって空中から高速移動で突撃することができる。実行したキャラクターによっては、攻撃以外に回復、敵データの解析などの効果が発生する。
後述のブラインドサイドが発生した場合は、VAゲージの消費が軽減される。
VAシールド
ボタン長押しで周囲にシールドを張る。敵の近接攻撃をシールドで防いだ場合、その敵を怯ませることもできる。
ブラインドサイド
敵に注目されている状態でVAアタックを行った後、急激に方向転換して敵の視角から外れることで、敵はプレイヤーを見失い一定時間行動不能となるほか、受けるダメージも大幅に増加する。複数の敵から狙われている場合は、それらの敵に同時に発生させられる。
目がなく視界がないためにブラインドサイドが発生しない敵や視界が広くブラインドサイドを発生させづらい敵も存在する。ダメージが蓄積して怒り状態になると、視野が狭まり狙いやすくなる場合もある。
サプライズアタック
プレイヤーに気付いていない敵に攻撃を当てて戦闘を開始した場合、攻撃を当てた敵及び周辺の敵全てがブラインドサイド状態となる。
また、その戦闘で獲得できる経験値等が増加する。サプライズアタックを連続で発生させると「バトルチェイン」が蓄積し、報酬の増加倍率が増えていく。
Vatting
それぞれのキャラクターが固有で持つ必殺技。DUMAの力で増幅された強力な攻撃を行う。
バトル中の行動で増加するゲージが溜まりきると発動可能になる。
エステリーケージ
DUMAを操作キャラクターから切り離して上空に留める。味方全体のステータスや防御性能を上げる効力があるが、VAは一切使えなくなり、VAゲージも溜まらなくなる。

### アイテム・クリエイション
シリーズ過去作と同様、道中で収集したアイテムから別のアイテムを生成する。
『セカンドストーリー』以来となる「タレント」の概念が復活しており、タレントを持つキャラクターはより強力なアイテムを生成しやすくなる。アイテム生成の際に新しいタレントが開花することもある。

### ソーア
作中世界で大流行しているゲームであり、本作ではミニゲームとして遊ぶことができる。「ソーア」（SOA）の名称は、シリーズ過去作『スターオーシャン:アナムネシス』の略称「SOA」から取られたものであることが示唆されている。
盤上にポーンと呼ばれる駒を置いていき、置いてあるポーンの総攻撃力で相手のライフを0にすることが目的となる。事前にゲーム中でポーンを入手し、その中から選んだ複数のポーンでデッキを組み、そのデッキに含まれているポーンで勝負を行う。
対戦相手となる人物はフィールドの至るところに存在し、勝利を続けることで段位が上がってゆく。
多くのポーンの姿、名称は「スターオーシャンシリーズ」の歴代作品や『ヴァルキリープロファイルシリーズ』などトライエース他作品のキャラクターのものとなっている。ポーンはソーアに使用するほか、アクセサリーとしてキャラクターに装備することもできる。

## 登場人物

### プレイヤーキャラクター
レイモンド・ローレンス
声 - 木村昴
種族 - ベグアルド人
武器 - 大剣
男性 / 生年月日 - 未定 / 身長 - 未定 / 体重 - 未定
本作の男性主人公。22歳。先進惑星である惑星ベグアルド出身の青年で、一族が経営するローレンス・ロジスティクス社の星間輸送部門に所属する。
輸送艦イーダスの艦長を務めていたが、任務中に戦闘艦アストリアからの砲撃を受けたことでアスター4号星に漂着する。
レティシア・オーシディアス
声 - 水瀬いのり
種族 - アスター人
武器 - 双剣
女性 / 生年月日 - 未定 / 身長 - 未定 / 体重 - 未定
本作の女性主人公。18歳。未開惑星であるアスター4号星のオーシディアス王国における第一王女。
アベラルドと共に隠密行で旅をする道中でアスター4号星に漂着したレイモンドと偶然出会い、行動を共にすることになる。
アベラルド・ベルグホルム
声 - 花江夏樹
種族 - アスター人
武器 - チャクラム
男性 / 生年月日 - 未定 / 身長 - 未定 / 体重 - 未定
オーシディアス王国の騎士。19歳。レティシアに仕えると共に幼馴染でもあり、強い忠誠心を持つ。
エレナ
声 - 種﨑敦美
種族 - ベグアルド人
武器 - 変形器
女性 / 生年月日 - 未定 / 身長 - 未定 / 体重 - 未定
輸送艦イーダスのクルー。レイモンドの副官で、艦のほぼ全ての運用を任されている。
ニーナ・デフォルジュ
声 - 高橋李依
種族 - アスター人
武器 - ハンドベル
女性 / 生年月日 - 未定 / 身長 - 未定 / 体重 - 不明
オーシディアス王国の理術士。15歳。明るく天真爛漫な性格で、人を癒す力「施療理術」を扱うことができる。
ミダス・フレグリード
声 - 東地宏樹
種族 - アスター人
武器 - ステッキ
男性 / 生年月日 - 未定 / 身長 - 未定 / 体重 - 未定
オーシディアス王国屈指の理術士で技術者。37歳。かつては王国で高い地位を得ていたが、ある事件を境に下野して所在不明となっている。
マルキア・トラッセン
声 - 日笠陽子
種族 - アスター人
武器 - ナックル
女性 / 生年月日 - 未定 / 身長 - 未定 / 体重 - 未定
オーシディアス王国の南に位置するニルベス大陸に住むトラッセン族の族長。高い知性のほか、種族の特徴として軟体の身体を持つ。
マリエル・L・ケニー
声 - ファイルーズあい
種族 - 地球人
武器 - 銃
女性 / 生年月日 - 未定 / 身長 - 未定 / 体重 - 未定
レイモンドの輸送艦イーダスを砲撃した銀河連邦戦闘艦アストリアの副長。21歳。家名と祖父母の存在の大きさに重圧を感じている。
テオ・クレムラート
声 - 佐藤拓也
種族 - アスター人
武器 - ハルバード
男性 / 生年月日 - 未定 / 身長 - 未定 / 体重 - 未定
オーシディアス王国の海軍騎士長。27歳。王弟ロンベルトの嫡子であるためレティシアとは従兄妹関係にある。レティシアやアベラルドとは幼馴染で、兄のように接する。
JJ（ジェイジェイ）
声 - 黒田崇矢
種族 - 機械人
武器 - 刀
男性 / 生年月日 - 未定 / 身長 - 未定 / 体重 - 未定
全身を機械生命体「スコピアム」と融合した人間。乗艦している艦が襲撃されていたところをレイモンドらに助けられる。

### 旅の協力者
DUMA（デュマ）
声 - 小林ゆう
高度な知性を持つ、目的不明の機械生命体。自身を「製造番号 004213 DUMA」と名乗る。球体を多数のアームが覆っているような機械然とした容姿だが、あくまで生命体であるとされる。
元々は輸送艦イーダスの積み荷であったが、輸送艦イーダスが轟沈する際にエレナによって射出されたと思われる脱出ポッドから発見され、そのまま自動的に起動された。
レイモンドたちと同行し、一人一人に超常的な能力を与える。
クロエ・キャナリス
声 - 大坪由佳
輸送艦イーダスのクルー。20歳。直感に優れ、高確率で物事を言い当てることができる。輸送艦イーダスが轟沈した際に脱出ポッドで避難し、レイモンドと同様にアスター4号星に漂着するが、上空で突如信号が途切れ行方不明となる。
アントニオ・ローレンス
声 - 竹内良太
レイモンドの兄。30歳。ローレンス・ロジスティクス社で輸送艦アルダスの艦長を務める。アスター4号星に不時着したレイモンドからの救助要請を受ける。
ウェルチ・ビンヤード
声 - 半場友恵
「天才美少女豪商当主」を名乗る少女。ウェルチがレイモンド達に課す依頼を達成することでアイテム・クリエイションが可能となる。

### オーシディアス王国
ラインバウト・オーシディアス
声 - 白熊寛嗣
オーシディアス王国の王で、レティシアの父親。人柄が良く国民には慕われるが、王国内部に頼れる高官が少なく、軍部や貴族の意見に押されている。
ネヤン・ケイザール
声 - 内田雄馬
オーシディアス王国の騎士団参謀長。国内治安維持の責任者で、強い愛国心を持つ。

### ヴァイル帝国
ボルドール・イル・ヴァイル
声 - てらそままさき
オーシディアス王国と対立するヴァイル帝国の皇帝。高いカリスマ性を持ち、苛烈な外見だが帝国の国民には強い庇護の心を持つ。
ガストン・ゴーシュラ
声 - 梶原岳人
オーシディアス王国と敵対するヴァイル帝国に与する三人組「ヴィープス」のリーダー格で、一行の持つDUMAの力を付け狙い、強奪を目論んでいる。慇懃な口調の青年で、薄っすらと青く光る腕と瞳を持つ。青白い肌、一対の角を持つ容姿が三人に共通している。
ロラ・ジョイナス
声 - 山村響
銃のような武器を持つヴィープスの紅一点。故郷の未来に絶望しており、ヴィープスの仲間と第二の人生を送ろうとしている。
ベランジェ・ガーフール
声 - 鶴岡聡
ヴィープスの一人。「大佐」と呼ばれる巨漢で、右眼に大きな傷を持つ。DUMAを「星を蝕む者」と表現し、その存在を狙う。

### その他のキャラクター
ベネット・モーズレイ
声 - 四宮豪
銀河連邦の軍人。戦闘艦アストリアの艦長で、マリエルにとっての上官。銀河連邦勢力拡大の思想を持つ。
カーティス・オルドリッジ
銀河連邦の軍人。戦闘艦ヴェラ・ガルフの艦長で、階級は大佐。ある名を受けてアストリア、およびベネットを追っている。
ルカ・マーベリック
声 - 岸尾だいすけ
銀河連邦の軍人で、提督の地位についている。スターオーシャン４の主人公、エッジ・マーベリックの子孫にあたり、先祖のエッジと同じ「カルナス」を冠した戦闘艦の艦長をしている。

## 舞台

### 艦船
中型輸送艦イーダス
ローレンス・ロジスティクス社が所有する輸送船。レイモンドが艦長を務める。
輸送任務中に、突如として戦闘艦アストリアからの砲撃を受けて轟沈する。
戦闘専用艦アストリア
銀河連邦が所有する最新鋭戦闘艦。ケニー家の一員であるマリエルが乗り込んでおり、その名はレイモンドにも届いていた。
勢力圏外であるはずのイーダスの航路に現れ、一方的にイーダスを砲撃して撃沈する。

### 惑星
ベグアルド
レイモンドの出身惑星。先進文明を持つ惑星だが、銀河連邦に属さず独立を貫いている。
アスター4号星
レティシアの出身惑星である未開惑星。最大の大陸は、西のオーシディアス王国と東のヴァイル帝国における戦争の最中にある。

## スタッフ
- プロデューサー：向峠慎吾
- ディレクター：荒川健太郎
- 音楽：桜庭統
- シナリオ：五反田義治 / 和ヶ原聡司 / 更伊俊介
- キャラクターデザイン：あきまん（メインキャラクター及びクロエ） / 梶本ユキヒロ（それ以外のキャラクター）
- リードR&Dプログラマー：五反田義治
- クリエイティブディレクター：則本真樹

## 主題歌
『PANDORA』
歌 - HYDE / 作詞・作曲 - HYDE, SHOW-HATE from SiM, hico, Ali / 編曲 - SHOW-HATE from SiM